# Zachary Francis Condon
Zachary Francis Condon, meglio noto come Zach Condon (Santa Fe, 13 febbraio 1986), è un cantante, musicista e compositore statunitense, fondatore del gruppo balkan folk Beirut.

## Storia del gruppo
Zach Condon ha frequentato la Santa Fe High School che abbandona, tuttavia, all'età di 16 anni. A 17 anni fa un viaggio in Europa con suo fratello, un'esperienza che gli ha cambiato la vita; da lì nasce la sua passione per il folk e la world music. Dopo essere atterrato a Londra si trasferisce subito a Parigi.
Tornato negli Stati Uniti, Condon si iscrive all'Università del Nuovo Messico, dove ha studiato il portoghese e la fotografia. In questo periodo Condon registra da solo, in camera sua, gran parte del materiale successivamente utilizzato per l'album Gulag Orkestar, per poi andare in studio e completare l'album con l'assistenza di Jeremy Barnes (Neutral Milk Hotel, A Hawk and a Hacksaw) e Heather Trost (A Hawk and a Hacksaw), i primi membri della band Beirut. Condon firma per la "Ba Da Bing! record" e nel maggio del 2006 viene pubblicato Gulag Orkestar. Condon recluta alcuni suoi amici per suonare dal vivo la sua musica e così nascono i Beirut.
Ha cominciato a scrivere musica durante le notti insonni da ragazzino, tuttora scrive i testi delle sue canzoni di notte.
Zach Condon, mente del gruppo, è stato costretto a usare l'ukulele dopo un infortunio al polso, in seguito al quale non può maneggiare una chitarra per più di 5 minuti.